# Jarosław Talik
Jarosław Talik (ur. 29 sierpnia 1973 w Nowym Dworze Gdańskim) – polski piłkarz występujący na pozycji bramkarza. 
Wcześniej reprezentował barwy Żuław Nowy Dwór Gdański, Olimpii Elbląg, Stomilu Olsztyn, Jezioraka Iława, GKS Bełchatów, Bonner SC 01/04, Zatoki Braniewo, Powiśla Dzierzgoń, Nadmorzanina Stegna, Drwęcy Nowe Miasto Lubawskie, Zamku Kurzętnik i Olimpii Sztum.
Od stycznia 2012 był II trenerem oraz bramkarzem pierwszoligowej Olimpii Elbląg. Od 2012 do 2015 roku występował w klubie, którego był wychowankiem (Żuławy Nowy Dwór Gdański)
Od 2016 roku jest trenerem bramkarzy elbląskiej Concordii. 
W 1990 zdobył z reprezentacją Polski U-16 brązowy medal mistrzostw Europy.